# Gauliga Sachsen 1942/43
De Gauliga Sachsen 1942/43 was het tiende voetbalkampioenschap van de Gauliga Sachsen.  Dresdner SC werd met grote voorsprong kampioen en plaatste zich voor de eindronde om de Duitse landstitel, waar de club voor het eerst landskampioen werd.  

## Eindstand
| Plaats | Club                        | Wed. | W  | G | V  | Saldo  | Ptn.  |
| ------ | --------------------------- | ---- | -- | - | -- | ------ | ----- |
| 1.     | Dresdner SC                 | 18   | 18 | 0 | 0  | 136:14 | 36:00 |
| 2.     | Planitzer SC                | 18   | 10 | 5 | 3  | 84:20  | 25:11 |
| 3.     | BC 1913 Hartha              | 18   | 10 | 3 | 5  | 45:36  | 23:13 |
| 4.     | Chemnitzer BC               | 18   | 9  | 3 | 6  | 42:42  | 21:15 |
| 5.     | SV Fortuna Leipzig          | 18   | 6  | 5 | 7  | 40:59  | 17:19 |
| 6.     | Riesaer SV                  | 18   | 7  | 3 | 8  | 38:71  | 17:19 |
| 7.     | VfB Leipzig                 | 18   | 5  | 5 | 8  | 51:44  | 15:21 |
| 8.     | Döbelner SC                 | 18   | 5  | 4 | 9  | 35:56  | 14:22 |
| 9.     | SG Ordnungspolizei Chemnitz | 18   | 4  | 2 | 12 | 39:66  | 10:26 |
| 10.    | FC Sportlust Zittau         | 18   | 1  | 0 | 17 | 21:123 | 02:34 |

|  | Kampioen, geplaatst voor nationale eindronde |
|  | Degradatie naar de Bezirksklasse             |

## Promotie-eindronde
| Plaats | Club                 |
| ------ | -------------------- |
| 1.     | SG Zwickau           |
| 2.     | TuRa 1899 Leipzig    |
| 3.     | SV Guts Muts Dresden |
| 4.     | Polizei SV Chemnitz  |

|  | Promotie naar Gauliga Sachsen 1943/44 |